# Stade Dinamo (Bucarest)
Pour les articles homonymes, voir Stade Dinamo.
Le Stadionul Dinamo est un stade situé à Bucarest, en Roumanie.